# Acroneuria azunensis
Acroneuria azunensis là một loài cánh úp thuộc họ Perlidae.  Tên khoa học của loài này được Stark và Sivec công bố hợp lệ lần đầu tiên năm 2008.
Loài côn trùng này có sải cánh dài từ 21 đến 22 mm đối với con đực và 26 đến 27 mm đối với con cái.